# Naji Shushan
Naji Shushan est un footballeur international libyen né le 14 janvier 1981. Il évolue au poste de défenseur.
Il a participé à la Coupe d'Afrique des nations 2006 avec l'équipe de Libye.

## Carrière
- 2003-2004 :  Al Olympic Zaouia
- 2004- :  Al Ittihad Tripoli